# جام خوان گمپر
جام خوان گمپر (به کاتالانی: Torneig Joan Gamper) یا جام دوستانهٔ فوتبالِ خوان گمپر در ماه اوت هر سال، قبل از شروع لالیگا برگزار می‌گردد. میزبان مسابقات بارسلونا در نیوکمپ است. این جام را به افتخار خوان گمپر، از مؤسسان این باشگاه، نام نهادند. این جام در سال ۱۹۶۶ شکل گرفت.

## قهرمانان

### مردان
| نام باشگاه                        | تعداد قهرمانی |
| --------------------------------- | ------------- |
| باشگاه فوتبال بارسلونا            | ۴۷            |
| باشگاه فوتبال کلن                 | ۲             |
| باشگاه فوتبال سمپدوریا            | ۱             |
| باشگاه فوتبال یوونتوس             | ۱             |
| باشگاه فوتبال منچستر سیتی         | ۱             |
| باشگاه فوتبال بروسیا مونشن‌گلادباخ | ۱             |
| باشگاه ورزشی اینترناسیونال        | ۱             |
| باشگاه فوتبال اوی‌پشت              | ۱             |
| باشگاه فوتبال مشلان               | ۱             |
| باشگاه فوتبال آاس موناکو          | ۱             |
| باشگاه فوتبال پورتو               | ۱             |
| باشگاه ورزشی تنریف                | ۱             |
| باشگاه فوتبال والنسیا             | ۱             |